# Saint-Nicolas-de-la-Haie
Saint-Nicolas-de-la-Haie is een gemeente in het Franse departement Seine-Maritime (regio Normandië) en telt 379 inwoners (1999). De plaats maakt deel uit van het arrondissement Rouen.

## Geografie
De oppervlakte van Saint-Nicolas-de-la-Haie bedraagt 3,2 km², de bevolkingsdichtheid is 118,4 inwoners per km².
De onderstaande kaart toont de ligging van Saint-Nicolas-de-la-Haie met de belangrijkste infrastructuur en aangrenzende gemeenten.

## Demografie
Onderstaande figuur toont het verloop van het inwonertal (bron: INSEE-tellingen).